# Espeletiopsis corymbosa
Espeletiopsis corymbosa là một loài thực vật có hoa trong họ Cúc. Loài này được (Humb. & Bonpl.) Cuatrec. mô tả khoa học đầu tiên năm 1976.